# 몬테로사산
몬테로사산(이탈리아어: Monte Rosa)은 알프스산맥에서 몽블랑산에 이어 두 번째로 높은 산으로 이탈리아(피에몬테주, 발레다오스타주)와 스위스(발레주)의 국경에 걸쳐 있는 산으로, 알프스산맥에서 두 번째로 높으며, 최고봉은 스위스 영토 내의 두포우르슈피츠(해발 4,634m)로서 스위스에서 가장 높은 산이기도 하다.

## 이름
이탈리아어로 분홍색 혹은 장미를 뜻하는 'rosa'에서 왔다고 생각하기 쉬우나, 프랑코프로방스어의 한 방언으로 빙하를 뜻하는 단어인 'rouése'에서 유래되었다.